# Brian Hanrahan
Brian Hanrahan (Middlesex, 22 de março de 1949 – 20 de dezembro de 2010) foi um jornalista inglês, que trabalhou como correspondente para a BBC News. Ele é mais lembrado por sua cobertura da Guerra das Malvinas em 1982.